# Ananiasz (święty)
Uzasadnienie: Czy nie czasem Ananiasz to Chananiasz (Szadrak) z artykułu o trzech świętych: Szadrak, Meszak i Abed-Nego?
Ananiasz – postać biblijna, święty chrześcijański.
Ananiasz jest postacią biblijną z pokolenia Judy. Za młodu został uprowadzony do Babilonii, w której pod imieniem Szadrak otrzymał wykształcenie i został przeznaczony do służby na dworze Nabuchodonozora. Gdy odmówił oddania czci bóstwom babilońskim, został na rozkaz rozwścieczonego Nabuchodonozora związany wraz dwoma towarzyszami Meszakiem i Abed-Negą, i wraz z nimi wrzucony do rozpalonego pieca. Z pieca tego jednak ocalał, bo płomienie nie robiły krzywdy wrzuconym, którzy chodzili pośród płomieni i oddawali cześć Bogu, natomiast zginęli od płomieni ci, którzy ich wiązali i wrzucili.
W ikonografii przedstawiany jest w tunice. Atrybutem świętego piec ognisty i płomienie nawiązujące do jego ocalenia w rozpalonego pieca.